# Soudronic
Die Soudronic Holding AG mit Sitz in Bergdietikon ist eine international tätige Schweizer Unternehmensgruppe, die auf industrielle Schweisstechnologien spezialisiert ist. Das Unternehmen entwickelt, produziert und installiert Widerstandsschweissmaschinen und Gesamtanlagen für die Herstellung von Dosen, Deckeln sowie grösseren Metallbehältern wie Eimern und Fässern.
Soudronic beschäftigt als Weltmarktführer für Produktionsanlagen von Metallverpackungen mehr als 600 Mitarbeiter und verfügt über Produktionsstandorte in der Schweiz sowie in Frankreich, Italien, Deutschland und China. 2005 erzielte das Unternehmen einen Umsatz von 223 Millionen Schweizer Franken.

## Geschichte
Das Unternehmen wurde 1953 durch Paul Opprecht gegründet und stellte anfänglich Steuerungen für Widerstandsschweissmaschinen her. Später kam die Produktion der Maschinen selbst hinzu. 1973 wurde in New York die erste Auslandniederlassung von Soudronic gegründet. Diese war für Verkauf, Service sowie Ersatzteildienst in den USA und Kanada zuständig.
1981 erwarb Soudronic eine Produktionsstätte in Neftenbach. Der dortige Standort spezialisierte sich in der Folge auf die Produktion von Schweissanlagen für die Automobilindustrie und bildete neben der Sparte Metallverpackungen das zweite Standbein von Soudronic.
Mitte der 1980er Jahre zog sich Paul Opprecht aus dem aktiven Tagesgeschäft zurück, blieb jedoch weiterhin Besitzer. Nach seinem Tod verkaufte die Besitzerfamilie das Unternehmen. Durch ein Management-Buy-out gelangte die Soudronic Gruppe zu 25 Prozent in den Besitz des Managements und zu 75 Prozent in den Besitz der britischen Private-Equity-Gesellschaft Doughty Hanson & Co. 2001 kaufte die Schweizer Private-Equity-Gesellschaft Capvis (35 %) zusammen mit dem Finanzinvestor Gilde (38 %) und dem Management (27 %) in einem zweiten Management-Buy-out die mittlerweile weltmarktführende Soudronic Gruppe von Doughty Hanson & Co ab.
2005 wurde die Automobilsparte von Soudronic unter dem Namen Soudronic Automotive zunächst in eine eigene Einheit umgewandelt und 2006 unter dem Namen Soutec ganz aus der Soudronic Gruppe herausgelöst und als eigenständiges Unternehmen an die deutsche VTC-Gruppe verkauft. Im gleichen Jahr wurde die nun voll auf Produktionsanlagen für Metallverpackungen ausgerichtete Soudronic an eine Aktionärsgruppe bestehend aus der von Giorgio Laurenti geführten schweizerischen Keystone Group Holding und der deutschen Leonhardt Holding verkauft. Die Keystone Group hält hierbei mit 52 Prozent die Mehrheit, während die restlichen 48 Prozent je etwa zur Hälfte von der Leonhardt Holding sowie dem Soudronic-Management gehalten werden. Soudronic AG ist mit 90 % Marktanteil eine der grössten Firmen, die sich auf die Produktion von Produktionsanlagen für Metallverpackungen konzentrieren.